# Küçük Gelengeç, Çayırlı
Küçükgelengeç là một xã thuộc huyện Çayırlı, tỉnh Erzincan, Thổ Nhĩ Kỳ. Dân số thời điểm năm 2010 là 26 người.